# Championnat d'Angleterre de football 2005-2006
Navigation
Édition précédente Édition suivante
La 107e édition du championnat d'Angleterre de football 2005-2006 est la quatorzième sous l'appellation Premier League. Elle oppose les vingt meilleurs clubs d'Angleterre en une série de trente-huit journées.
Elle est remportée par Chelsea FC, le tenant du titre. Le club londonien finit huit points devant Manchester United et neuf sur Liverpool FC. C'est le troisième titre des « Blues » en championnat d'Angleterre.

## Description
Chelsea FC et Manchester United se qualifient pour les phases de poules de la Ligue des champions, Liverpool FC et Arsenal FC se qualifient pour le troisième tour qualificatif de cette compétition. Tottenham Hotspur, Blackburn Rovers et West Ham United, en tant que finaliste de la Coupe d'Angleterre, se qualifient pour la Coupe UEFA. Newcastle United dispute la Coupe Intertoto.
Le système de promotion/relégation ne change pas : descente et montée automatique, sans matchs de barrage pour les trois derniers de première division et les deux premiers de deuxième division, poule de play-off pour les deuxième à sixième de la division 2 pour la dernière place en division 1. À la fin de la saison, les clubs de Birmingham City, West Bromwich Albion et Sunderland AFC sont relégués en deuxième division. Ils sont remplacés par Reading FC, Sheffield United et Watford FC après play-off.
L'attaquant français Thierry Henry, d'Arsenal FC, remporte pour la quatrième fois le titre de meilleur buteur du championnat avec 27 réalisations.

## Les 20 clubs participants
| - Arsenal - Aston Villa - Birmingham City - Blackburn Rovers - Bolton Wanderers - Charlton - Chelsea - Everton - Fulham - Liverpool | - Manchester City - Manchester United - Middlesbrough - Newcastle United - Portsmouth - Sunderland - Tottenham Hotspur - West Bromwich Albion - West Ham - Wigan Athletic |

## À savoir
- C'est la première saison parmi l'élite anglaise pour Wigan.
- Deux clubs londoniens membre de la Premiership fêtent leur centenaire en 2005 : Charlton Athletic et Chelsea.
- C'est la dernière saison pour Arsenal à Highbury. Au terme de cette saison, les Gunners évolueront à l'Emirates Stadium, à 500 mètres de leur ancien stade.

## Les grandes dates de la saison
- 13 août : ouverture de la saison du Permiership avec le match Everton-Manchester United. Les Red Devils s'imposent 0-2 à Goodison Park.
- 19 août : Après bien des péripéties, le Lyonnais Michael Essien quitte la Ligue 1 en paraphant son contrat en faveur de Chelsea FC. Ce transfert, évalué à 38 millions d'euros, constitue un record pour Chelsea.
- 21 août : premier choc au sommet de la saison opposant, dès la deuxième journée, Chelsea FC et Arsenal FC. Les Blues s'imposent sur les Gunners 1-0 sur un but signé Didier Drogba.

## Classement final
| Rang | Équipe               | Pts | J  | G  | N  | P  | Bp | Bc | Diff |
| ---- | -------------------- | --- | -- | -- | -- | -- | -- | -- | ---- |
| 1    | Chelsea T S          | 91  | 38 | 29 | 4  | 5  | 72 | 22 | +50  |
| 2    | Manchester United L  | 83  | 38 | 25 | 8  | 5  | 72 | 34 | +38  |
| 3    | Liverpool C          | 82  | 38 | 25 | 7  | 6  | 57 | 25 | +32  |
| 4    | Arsenal              | 67  | 38 | 20 | 7  | 11 | 68 | 31 | +37  |
| 5    | Tottenham Hotspur    | 65  | 38 | 18 | 11 | 9  | 53 | 38 | +15  |
| 6    | Blackburn Rovers     | 63  | 38 | 19 | 6  | 13 | 51 | 42 | +9   |
| 7    | Newcastle United     | 58  | 38 | 17 | 7  | 14 | 47 | 42 | +5   |
| 8    | Bolton Wanderers     | 56  | 38 | 15 | 11 | 12 | 49 | 41 | +8   |
| 9    | West Ham United P    | 55  | 38 | 16 | 7  | 15 | 52 | 55 | -3   |
| 10   | Wigan Athletic P     | 51  | 38 | 15 | 6  | 17 | 45 | 52 | -7   |
| 11   | Everton              | 50  | 38 | 14 | 8  | 16 | 34 | 49 | -15  |
| 12   | Fulham               | 48  | 38 | 14 | 6  | 17 | 48 | 58 | -10  |
| 13   | Charlton Athletic    | 47  | 38 | 13 | 8  | 17 | 41 | 55 | -14  |
| 14   | Middlesbrough        | 45  | 38 | 12 | 9  | 17 | 48 | 58 | -10  |
| 15   | Manchester City      | 43  | 38 | 13 | 4  | 21 | 43 | 48 | -5   |
| 16   | Aston Villa          | 42  | 38 | 10 | 12 | 16 | 42 | 55 | -13  |
| 17   | Portsmouth           | 38  | 38 | 10 | 8  | 20 | 37 | 62 | -25  |
| 18   | Birmingham City      | 34  | 38 | 8  | 10 | 20 | 28 | 50 | -22  |
| 19   | West Bromwich Albion | 30  | 38 | 7  | 9  | 22 | 31 | 58 | -27  |
| 20   | Sunderland P         | 15  | 38 | 3  | 6  | 29 | 26 | 69 | -43  |

Qualifications européennes
- Phase de groupes de la Ligue des champions 2006-2007
- Troisième tour de la Ligue des champions 2006-2007
- Premier tour de la Coupe UEFA 2006-2007
- Troisième tour de la Coupe Intertoto 2006

Relégation
- Championship 2006-2007

Abréviations
T : Tenant du titre

C : Vainqueur de la Coupe d'Angleterre

L : Vainqueur de la Coupe de la Ligue

S : Vainqueur du Community Shield

P : Promus de Championship
Les clubs en bleu joueront la prochaine saison dans la Ligue des champions. Les deux premiers vont directement au stade de groupes, le 3e et le 4e entrent dans au 3e tour de qualification pour la Ligue des Champions. Les clubs en vert disputeront la Coupe UEFA: Tottenham et Blackburn pour avoir fini en 5e et en 6e position, et West Ham pour avoir atteint la finale de la FA Cup. Newcastle jouera la Coupe Intertoto. Les trois derniers clubs, dont Sunderland, avec 15 points, le plus bas dans l'histoire de la ligue, joueront en seconde division, et seront remplacés par Reading (champion de Division 2), Sheffield United (2e place en Division 2), et Watford (gagnant du play-off)
Chelsea, le grand gagnant de ce championnat continuera son épopée jusqu'à l'an prochain

## Meilleurs buteurs
| Joueur              | Buts marqués | Équipe            |
| ------------------- | ------------ | ----------------- |
| Thierry Henry       | 27           | Arsenal FC        |
| Ruud van Nistelrooy | 21           | Manchester United |
| Darren Bent         | 18           | Charlton Athletic |
| Robbie Keane        | 16           | Tottenham Hotspur |
| Frank Lampard       | 16           | Chelsea FC        |
| Wayne Rooney        | 16           | Manchester United |
| Marlon Harewood     | 14           | West Ham United   |
| Craig Bellamy       | 13           | Blackburn Rovers  |
| Yakubu Aiyegbeni    | 13           | Middlesbrough     |
| Henri Camara        | 12           | Wigan Athletic    |
| Didier Drogba       | 12           | Chelsea           |

## Meilleurs passeurs
| Joueur             | Passes décisives | Équipe            |
| ------------------ | ---------------- | ----------------- |
| Didier Drogba      | 11               | Chelsea           |
| José Antonio Reyes | 10               | Arsenal FC        |
| Luís Boa Morte     | 9                | Fulham FC         |
| Wayne Rooney       | 9                | Manchester United |
| Thierry Henry      | 8                | Arsenal FC        |
| Frank Lampard      | 8                | Chelsea FC        |
| James Milner       | 8                | Aston Villa       |
| Danny Murphy       | 8                | Charlton Athletic |
| Charles N'Zogbia   | 8                | Newcastle United  |
| Park Ji-sung       | 8                | Manchester United |